# Elecciones municipales de 2023 en Elche
Las elecciones municipales de 2023 se celebrarán en Elche el domingo 28 de mayo, de acuerdo con el Real Decreto de convocatoria de elecciones locales en España dispuesto el 3 de abril de 2023 y publicado en el Boletín Oficial del Estado el 4 de abril. Se elegirán los 27 concejales del pleno del Ayuntamiento de Elche, a través de un sistema proporcional (método d'Hondt), con listas cerradas y un umbral electoral del 5 %.

## Candidaturas
| Candidatura | Candidatura                       | Integrantes                                                   | Cabeza de lista | Cabeza de lista       | Res. prev. | Res. prev. |
| Candidatura | Candidatura                       | Integrantes                                                   | Cabeza de lista | Cabeza de lista       | Votos (%)  | Cjal.      |
| ----------- | --------------------------------- | ------------------------------------------------------------- | --------------- | --------------------- | ---------- | ---------- |
|             | Partido Socialista Obrero Español | Lista Partido Socialista del País Valenciano-PSOE (PSPV-PSOE) |                 | Carlos González Serna | 36,79%     | 12         |
|             | Partido Popular                   | Lista Partido Popular de la Comunidad Valenciana (PP)         |                 | Pablo Ruz Villanueva  | 27,71%     | 9          |